# Steve Tuckwell
Pour les articles homonymes, voir Tuckwell.
Steven Tuckwell, né en 1968/1969 à Hillingdon, est un homme politique du Parti conservateur britannique qui est député d'Uxbridge et de South Ruislip de 2023 à 2024.

## Jeunesse et carrière
Steven Tuckwell est né à l'hôpital Hillingdon. Sa famille vit à Hillingdon depuis trois générations. Il fréquente les écoles locales, dont l'école Bishop Ramsey à Ruislip.
Il travaille comme directeur pour Royal Mail. Il est élu conseiller de quartier de South Ruislip au Hillingdon London Borough Council en mai 2018,,.

## Carrière parlementaire

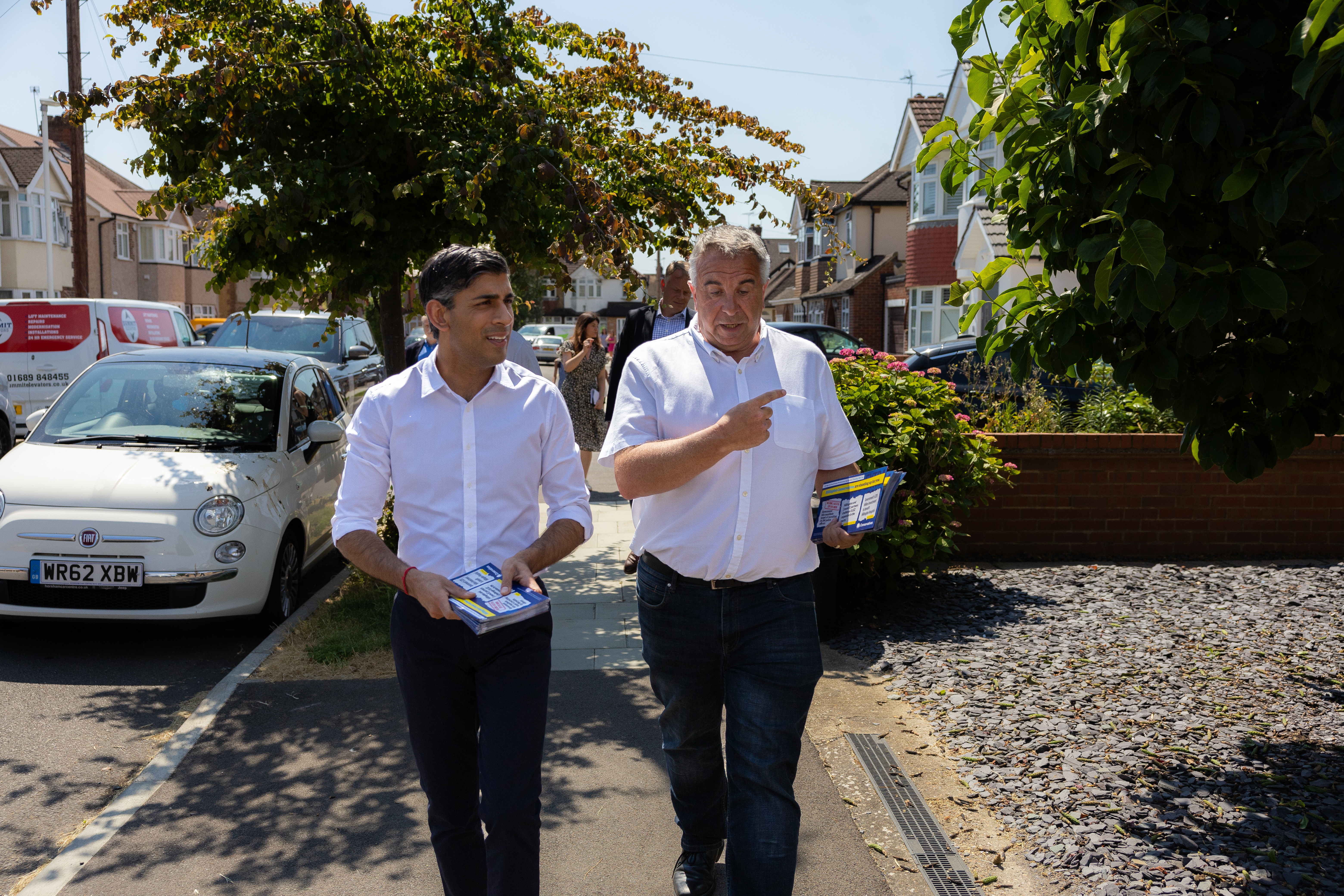
Tuckwell et Rishi Sunak en campagne électorale lors de l'élection partielle de 2023 à Uxbridge et South Ruislip

Tuckwell remporte le siège d'Uxbridge et de South Ruislip lors de l'élection partielle du 20 juillet 2023 à la suite de la démission de l'ancien Premier ministre Boris Johnson, qui occupait le siège pour les conservateurs depuis 2015.
Il aurait décrit l'élection partielle comme un « référendum sur ULEZ », faisant référence au projet d'expansion de la zone à très faibles émissions soutenue par le maire travailliste de Londres Sadiq Khan.

## Vie privée
Tuckwell vit à Hillingdon avec sa partenaire, Rachel, et ses deux enfants,.